# Exploitation aurifère en Guyane
 (mars 2024).

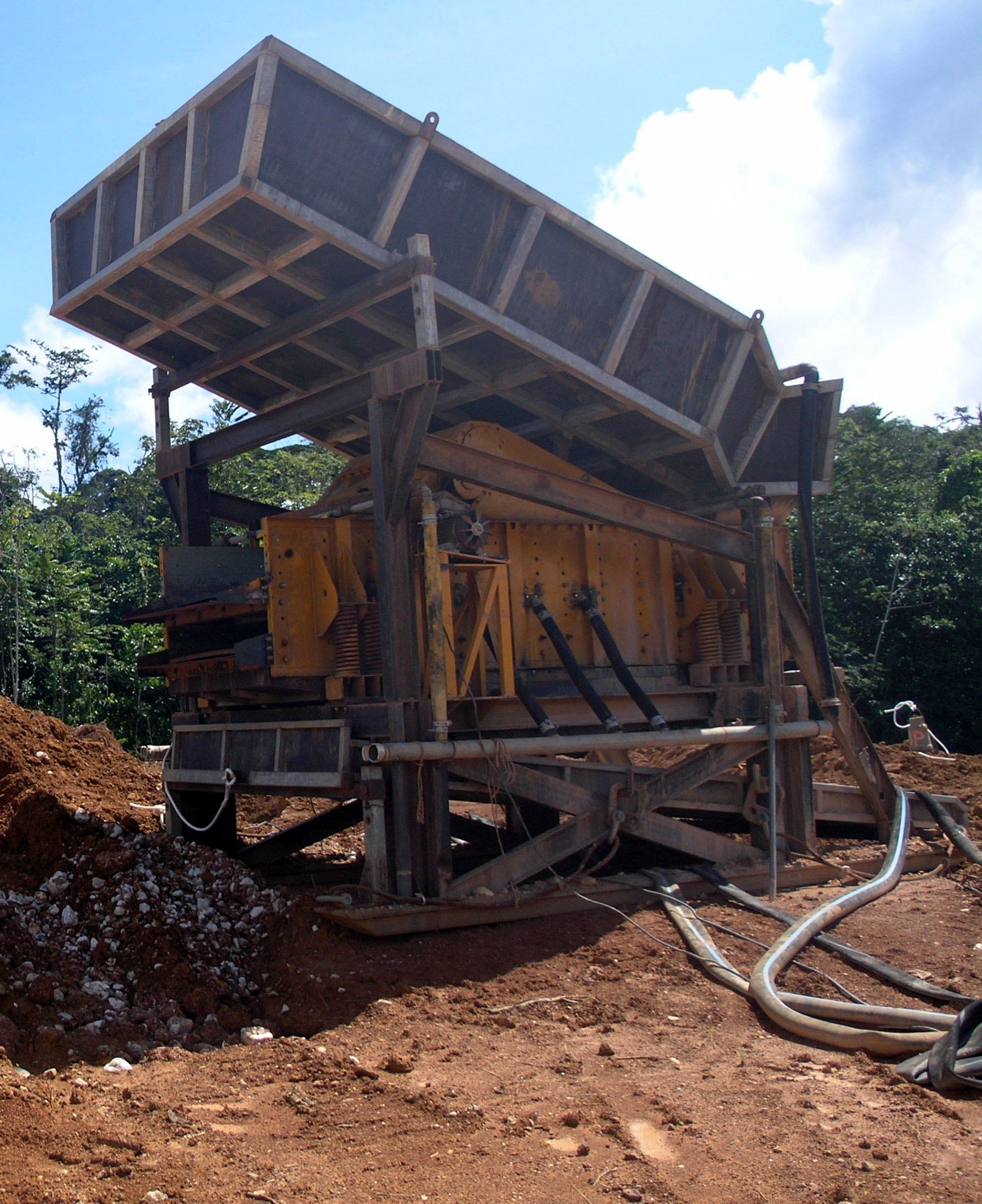
Table de séparation industrielle.

L'exploitation de l'or en Guyane existe depuis le milieu du xixe siècle, essentiellement sous forme d'orpaillage. Aujourd'hui, l'or est extrait soit de manière légale, soit de manière illégale et clandestine (on parle généralement d'orpaillage illégal), directement dans la roche mère ou bien dans le lit des rivières. Les conséquences environnementales de l'exploitation illégale (mercure, déforestation…) sont nombreuses et affectent en premier lieu les populations autochtones.
Fin 2012, une trentaine de sociétés (artisans et PME) exploitaient le sous-sol guyanais de manière légale. L'orpaillage illégal compte en 2008 plusieurs milliers de chercheurs d’or clandestins, venus principalement de régions défavorisées du Brésil ou du Suriname. Ces « garimpeiros » exploitent le sous-sol ce qui conduit à de nombreux problèmes, en particulier au saccage d’une forêt tropicale unique au monde, la moins fragmentée pour cette surface. Le mercure, utilisé pour amalgamer les petites particules d'or, contamine les populations amérindiennes. Ces pratiques génèrent un climat de violence depuis les années 1990.

## Contexte géologique et édaphique

### Origine des gisements aurifères
Le bouclier des Guyanes montre des roches précambriennes, datées de l'Archéen et du Paléoprotérozoïque. Ces terrains sont la prolongation de ceux de l'Afrique de l’Ouest, dont ils ont été séparés lors de l'ouverture de l'Atlantique il y a environ 200 millions d'années. 
L'orogénèse transamazonienne se développe autour de 2,1 milliards d'années, alimentant le bouclier des Guyanes, et le Birimien de l'Afrique de l'Ouest. Ces minéralisations présentent une liaison avec les grandes structures cisaillantes marquant le coulissage sénestre des blocs continentaux convergents. A cette époque se forme des roches volcaniques associées à des sédiments désignées sous le terme de "formation Paramaca".
Trois grandes catégories de minéralisation primaires ont été découvertes en Guyane:
- les amas de sulfures massifs volcanogènes, dans lesquels les minéralisations précoces sont liées aux strates encaissées dans les formations volcano-sédimentaires de la série Paramaca. Le site de Dorlin en est une illustration : l'or y est associé à des sulfures disséminés dans une zone d'altération hydrothermale à tourmaline magnésienne, chlorite et quartz.

- les zones filoniennes (filon ou stockwerk), ou minéralisations discordantes polymorphes, également encaissés dans les formations volcano-sédimentaires de la série Paramaca. Elles sont aussi présentes dans les faciès de l'ensemble détritique supérieur du Sillon nord-guyanais.
- les conglomérats aurifères, ou minéralisations à or disséminé, issus de l'ensemble détritique supérieur du Sillon nord-guyanais. Ils se retrouvent essentiellement dans des conglomérats polygéniques à oxydes détritiques riches en galets métasédimentaires hydrothermalisés et schistosés, ainsi que dans des quartzites, plus rarement dans des conglomérats monogéniques.

### Altérations des roches et gisements
Depuis le Miocène, la zone est soumise à un climat chaud et humide et les fortes pluies ont entraîné la formation de profils d’altérations pouvant atteindre 30 à 80 mètres d’épaisseur. Cette altération a permis la formation de gisement de bauxite au Suriname (gisements de Moengo et Onverdacht) et altéré les gisements primaires pour concentrer l'or dans les placers. On retrouve ce type de gisement notamment au niveau du plateau des Mines, du plateau Serpents et du plateau Cascades. Il existe en outre de très nombreuses concentrations d'or secondaire, issus de l'érosion des gisements primaires (placers alluviaux et éluviaux récents). C'est notamment le cas des placers Boulanger, Délice et Paul-Isnard.

## Histoire de l'exploitation de l'or en Guyane
L'exploitation de l'or en Guyane débuterait en 1854 ou 1855 (selon les sources) par la découverte de pépites dans la crique Aïcoupaïe, affluent de l’Approuague par un métis brésilien dénommé Paolino.
En 1855, le Français Felix Couy confirme la découverte lors d'une expédition sur le site. Le lancement de l'exploitation aurifère en Guyane est généralement datée à l'année 1857 avec 50 d’or extrait des placers de l’Approuague. Depuis cette date, 180 tonnes recensées ont été extraits du sol guyanais, donc 172 tonnées à partir de gites alluvionnaires ou éluvionnaires.
L'or alluvionnaire a historiquement d'abord été récupéré par gravimétrie, puis par amalgamation. Depuis le XIXe siècle, des milliers de chercheurs d’or ont ainsi prospecté une grande partie des zones potentiellement intéressantes en surface dans les lits et zones alluviales des rivières, « laissant peu de zones non visitées en cent cinquante ans malgré l’immensité forestière ». 
À partir de 1987 des techniques lixiviation en tas ont été mises en œuvre pour extraire l'or fin irrécupérable jusque là.
C’est avec l’aide du BRGM et de géologues privés, étrangers parfois, que plusieurs gisements potentiels, plus importants et plus profonds ont ensuite été pressentis puis pour certains confirmés. Celui de la Montagne d'or a été confirmé par plus d’une cinquantaine de forages au diamant principalement réalisés par ou pour Guyanor (aujourd'hui EURO Ressources) et Golden Star de 1996 à 1998.
Dans les années 2000, ces porteurs de projets s’organisent pour une exploitation à plus grande échelle. On parle alors des projets Auplata et Auplata Norgold, portés par une entreprise légale (créée en 2004, entrée en bourse en visant des « capacités de production à « taille humaine » et des techniques d'extraction responsables » et disposant de « plus de 300 km² de permis et titres miniers »). Auplata (qui se présente comme le 1er producteur d'or français) a annoncé vouloir multiplier ses mines (à ciel ouvert) ainsi que sa production (en utilisant dans un premier temps la flottation puis l'usage du cyanure (2011, 2012) pour monter à un taux de 90 % de récupération, pour notamment exploiter ses sites de Yaou, Dorlin et Dieu-Merci (où se situe l'usine du groupe, près de Saint-Élie) en pleine forêt amazonienne guyanaise mais l'entreprise pourrait aussi s'étendre dans d'autres pays).
En 2006, la population guyanaise proteste en raison d'un autre projet IamGold, sur la montagne de Kaw, pour des raisons environnementales et de santé publique. Le projet est finalement abandonné.
En 2010, les opérateurs guyanais, via la FEDOMG, avec l'aide de la Chambre de commerce et d’industrie, l'État et des grandes collectivités créent un Pôle technique minier de Guyane (PTMG), structure collective d’appui à la filière de l'or.
En 2011, dans un panorama de la situation guyanaise, des représentants des entreprises de recherche minière et aurifère en Guyane estiment que si « Iamgold a mis ses activités en sommeil, à la suite de la décision gouvernementale de ne pas autoriser la mise en exploitation du gisement d’or primaire de Camp Caïman » et si pour les mêmes raisons et face « aux difficultés d’octroi et de renouvellement des titres miniers et à la mise en place du projet de Schéma départemental d’orientation minière (SDOM), Golden Star a préféré quitter la Guyane en 2010 » (en revendant ses filiales à Auplata., le contexte est plus favorable à un tel projet que dans les années précédentes comme en témoigne selon eux un accord Auplata-Columbus Gold corp, la continuation des forages exploratoires (par Newmont LaSource SAS « filiale à 100 % de Newmont Mining Corporation »).
En 2014, Auplata a annoncé avoir obtenu de la commune une autorisation pour utiliser le procédé de cyanuration et envisager une unité pilote à Remire-Montjoly avant « mise en œuvre d’unités industrielles de plus grande capacité directement sur les sites miniers ». C'est pour Jean-François Fourt (Président d'Auplata) le moyen de « renforcer l’attractivité de la Guyane française auprès des grands acteurs miniers internationaux » ; l'entreprise s'est d'ailleurs associée en 2013 à Columbus Gold et Nordgold dans un projet Auplata-NordGold. Fin avril 2014, Auplata annonce un accord par lequel 75 % de son capital revient à Newmont Mining en échange du financement des travaux d'exploration (jusqu'à 12 M USD annoncés). Le même jour le CA nomme un nouveau PDG : Jean-François Fourt ; alors que le directeur général (Didier Tamagno) sera chargé des relations avec les pouvoirs publics et les autorités locales (traitement des dossiers règlementaires, dont « demandes d'autorisation pour la cyanuration, et des dossiers de renouvellement de permis » et alors que Nagib Beydoun devient « directeur général délégué chargé des opérations minières. Ce dernier est également président de la société Minière de Guyane S.A.S, premier sous-traitant minier d'Auplata ». Peu après Auplata annonce qu'il achète (100 % du capital) la société minière ivoirienne OMCI en Côte d'Ivoire, société portant 2 projets de mine d'or dans le même contexte géologique que celui de la Montagne d'or, mais en Afrique (Mont Goma, près de Séguéla à l'ouest de la Côte d'Ivoire, et à Adzopé près d'Abidjan).
Soumises au Code Minier, la filière préfère alors utiliser le terme d'opérateur minier plutôt que d'orpailleur.

## Principaux gites aurifères

### Yaou
Le site est situé à 15 km de Maripasoula. Bien que la région soit orpaillée, l'identification du gisement ne date que du début des années 1980, et le programme de prospection par Guyanor ne date que de 1994. La teneur en or est estimée à 27 tonnes, essentiellement sous forme de pyrite aurifère,.

### Dorlin
Dorlin est site d'orpaillage important jusque dans les années 1950 avec une production de près de 11 tonnes d'or. Les prospection légales mises en place par la suite estiment une réserve d'environ 16 tonnes d'or supplémentaires.

### Sophie
Le site est situé sur la crique du même nom, un des affluents de la Mana. L'orpaillage débute à la fin du XIXe siècle av. J.-C. sur la crique absinthe à proximité. Une grande partie des filons sont exploités dès 1936 et durant le XXe siècle av. J.-C..

### Repentir
Le gisement est situé à 35 km au nord-ouest de Saül. La zone est orpaillée dès la fin du XIXe siècle av. J.-C., avec une forte pression sur les criques Repentir et Saint-Léon intensément exploitées. Ce placer est considéré à l'époque comme l'un des plus productifs de Guyane (6250 kg d'or sur 65 ans). Jusqu'en 1965 l'exploitation de quelques têtes de filons de quartz aurifère donne également quelques dizaines de kilos d'or.

### Boeuf-mort
Boeuf-mort est situé à seulement 2 km de Saül. Au début du XXe siècle av. J.-C., et durant 40 ans,  l'orpaillage intensif du placer Souvenir entre la crique Cent-sous et la crique produit plus de 6 tonnes d'or. L'exploration recommence dans les années 1990.

## Exploitation de l'or secondaire

### Description de l'exploitation

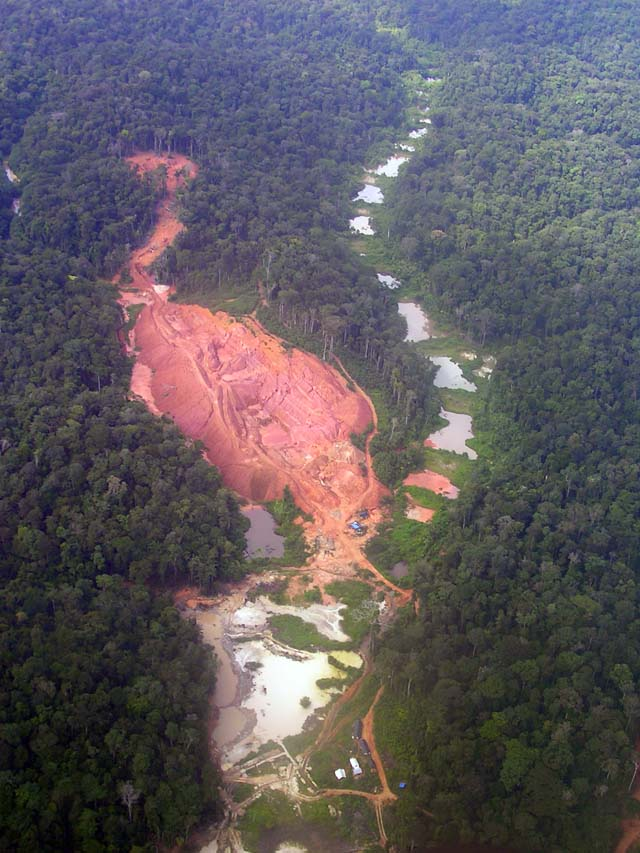
Mine industrielle exploitant l'or primaire en filon et l'or alluvionnaire en paillettes

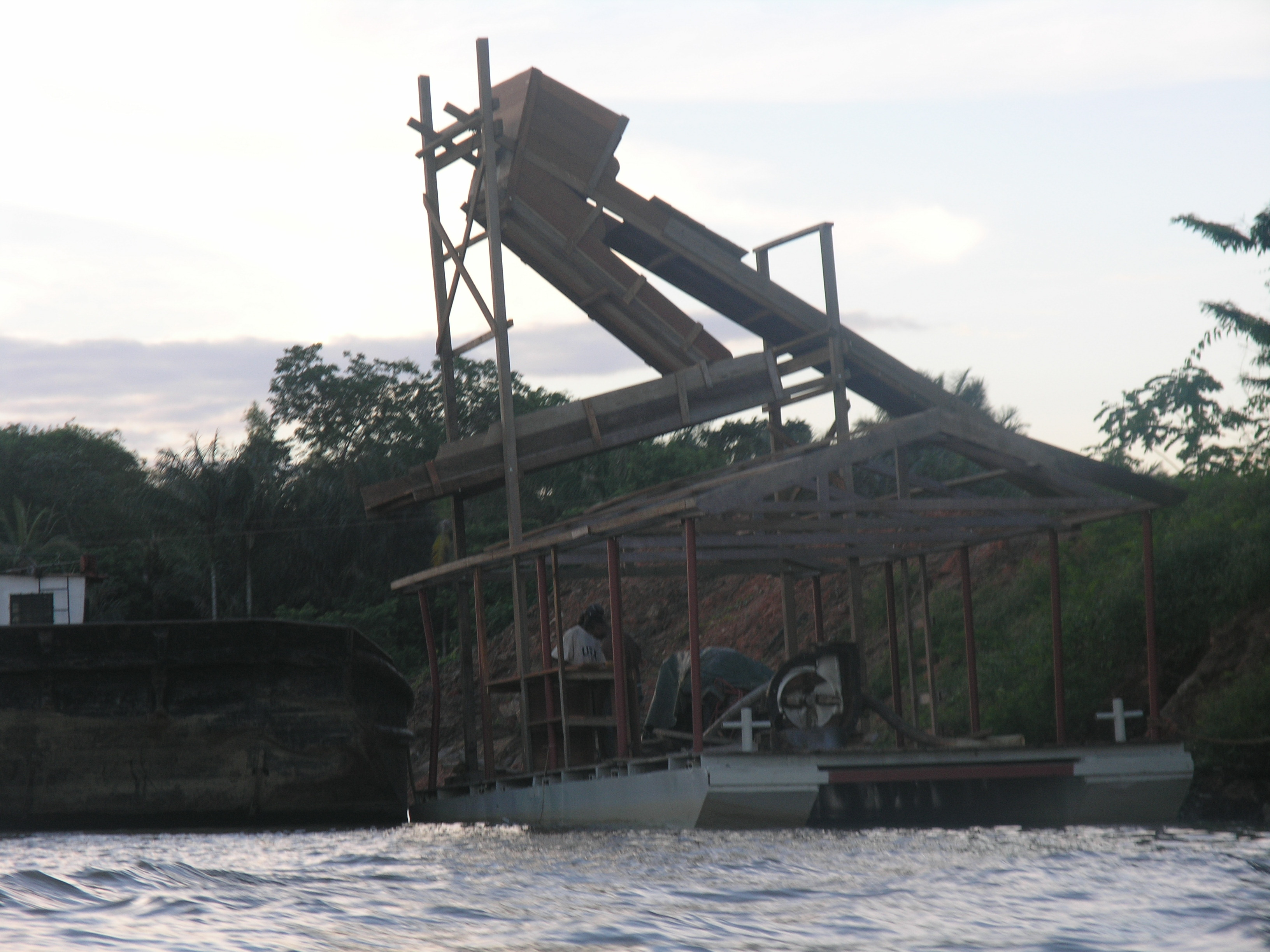
Construction d'une barge d'orpaillage à Albina (rive surinamaise du fleuve Maroni), utilisée pour l'orpaillage illégal

L'exploitation de l'or alluvionnaire s'est fait par gravimétrie, amalgamation ou lixiviation. Les gites à or fin dans les éluvions issus du remaniement des gisements primaires nécessitent eux des procédés de traitement chimiques. Ils sont essentiellement exploité avant le gisement primaire plus profond.
L'or alluvial provient des sédiments issus de l'érosion de la roche contenant originellement l'or qui se trouve concentré dans le lit des rivières sous forme de pépites et des paillettes (200 microns pour la granulométrie moyenne récupérable). Il est libre et diffus (de l'ordre du gramme/m3 de gravier) et donc nécessite de fouiller et traiter de grandes quantités de terre ou sédiments (environ 5 ha/an pour les mines artisanales). La batée autrefois utilisée dans ce but n'est pratiquement plus utilisée aujourd'hui que pour la prospection. Le rythme d'exploitation est d'environ 6 ha/an pour une mine artisanale moyenne qui exploite l'or alluvial sur une autorisation d'exploitation de 1 km2 en quatre ans. Une fois la présence d'or confirmée par la prospection, les orpailleurs ou opérateurs industriels détournent temporairement le cours des criques en bordure de chantier. Ils peuvent alors extraire le gravier qui contient l'or libre grâce à des pelles hydrauliques et à de puissants jets d'eau sous pression (au moyen de « lances monitor ») qui mettent les alluvions en « pulpe » ; Cette boue ou "pulpe" est :
- - soit aspirée par une pompe à gravier et répandue en flux homogène sur un « sluice » (systèmes de tables inclinées recouvertes de métal déployé posés sur des moquettes spécifiques qui retiennent sélectivement les éléments lourds du flux de la pulpe)
  - soit directement criblée à travers une grille, la pulpe s'écoule ensuite sur le sluice.

L'or, plus lourd (densité d'environ 19), se trouve piégé par gravité grâce à une multitude de mini vortex créés par le sluice. (On utilisait à l'origine des tapis de paille pour cette opération, ce qui est à l'origine du mot « orpaillage »). Un concentré est ainsi obtenu et traité de la même manière que dans les sites d'or "primaire".
Souvent, en sortie de "sluice", la boue est mise à décanter dans 3 à 5 bassins connectés : les « barranques ». L'eau issue de la décantation peut être réutilisée en circuit fermé par les « lances monitor ».
L'or guyanais (et surinamien) est diffus et présent en faible quantité dans les couches superficielles de latérite et de saprolite. Les orpailleurs illégaux traitent de grandes quantités de terre directement dans la crique (circuit d'eau ouvert), avec des méthodes qui entraînent toutes d'importants impacts sur les écosystèmes et la santé humaine, en particulier à cause du mercure. Ce produit hautement toxique a des impacts plus durables et graves que les dégâts paysagers faits par l'extraction à l'eau sous pression.
Les exploitations légales n'ont pas le droit d'utiliser le mercure et opèrent en circuit d'eau fermé. Elles en retrouvent parfois amalgamé à l'or en exploitant d'anciens chantiers (on parle de "repasse") et le sol en contient naturellement beaucoup plus que la moyenne planétaire.

## Exploitation de l'or primaire
L'or primaire provient directement de la roche mère. Il est alors concentré dans des filons de quartz aurifères qu'il faut identifier lors de la prospection au moyen de sondages. L'extraction s'effectue en creusant le sol avec des moyens industriel de type pelles hydrauliques et tombereaux (mine à ciel ouvert). Le minerai doit être ensuite mis en pulpe (lance-monitor), concassé (broyeur à marteaux) pour extraire l'or de sa gangue. Il est ensuite centrifugé pour séparer les éléments de différentes densité, et obtenir un concentré de minéraux lourds. L'or est séparé dans une dernière étape grâce à une table à secousse, il peut ensuite être fondu.

## Légalité des opérations

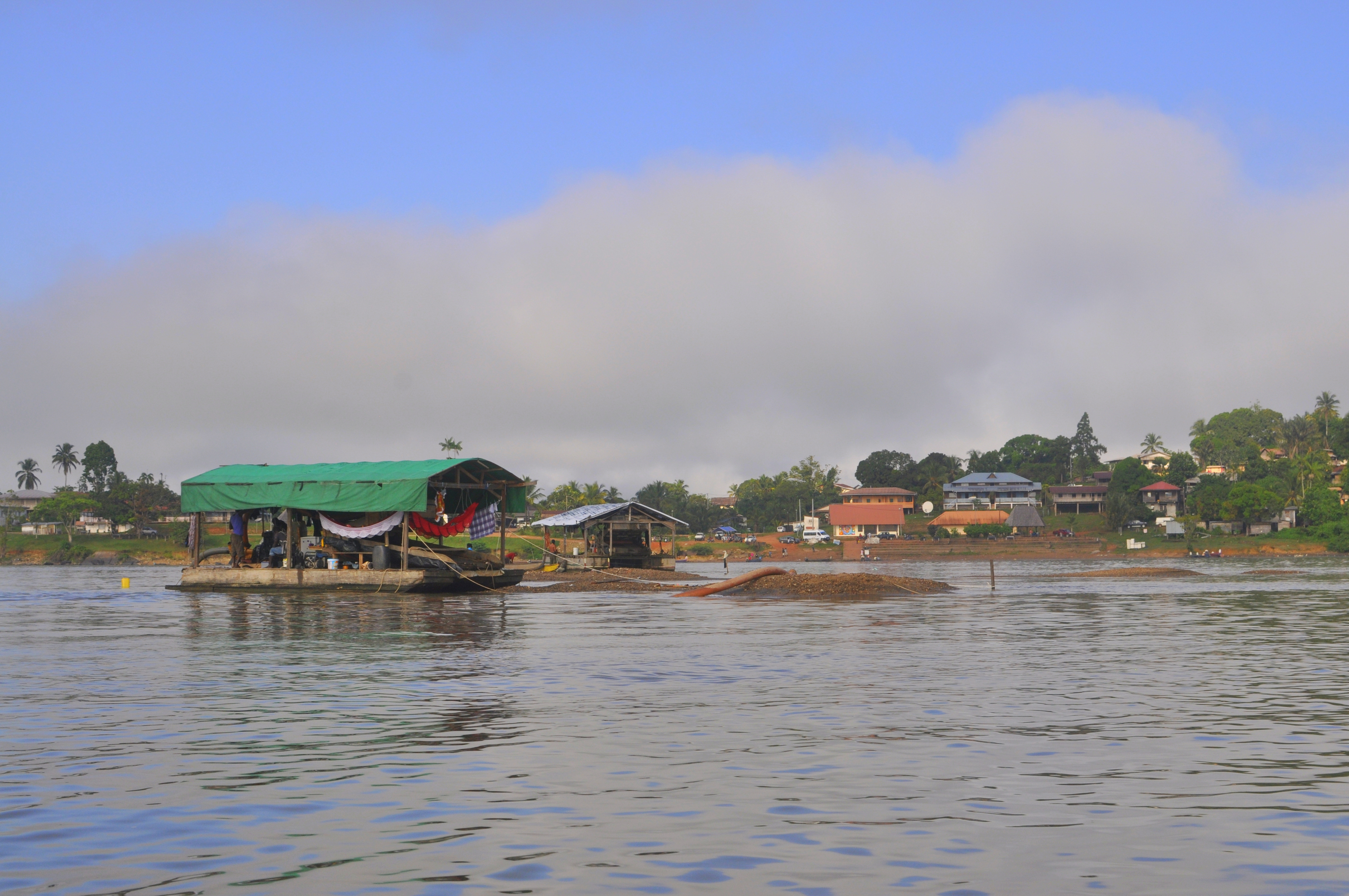
Barge d'orpaillage clandestin (garimpeiros) à Maripasoula, sur le Haut-Maroni

La DREAL évalue chaque année le butin des clandestins entre cinq et dix tonnes d’or, soit entre un peu moins de 120 millions et 220 millions de dollars au prix de l’once en 2008 commente Axel May dans « Guyane française, l'or de la honte ». En 2007, 113 opérations « Anaconda » ont été conduites contre les orpailleurs clandestins. Elles n'ont que freiné leur expansion, malgré la destruction de matériel pour une valeur de 23 millions d'euros, la saisie de 12 kg d'or et de 71 kg de mercure. Le GIR (Groupe d’intervention régional) avec la justice guyanaise ont mis en évidence des réseaux d’immigration clandestine, de proxénétisme, de contrebande. Un risque est de reporter la pression d'orpaillage sur le Suriname voisin, encore plus touché que la Guyane (voir Google Earth).
Depuis mars 2008, une opération d'envergure est menée sous le nom d' « opération Harpie », et commence à porter ses fruits. Les opérations militaires se multiplient sur les sites clandestins, avec destructions systématiques de tout le matériel trouvé sur place et des contrôles renforcés, tant sur les routes que sur les fleuves. Mais la tâche à accomplir reste immense pour éradiquer ce fléau.
Les orpailleurs illégaux, bénéficiant parfois de la téléphonie moderne et du GPS et/ou encadrés par des réseaux mafieux et armés, se sont faits plus mobiles et discrets depuis les années 1990. Opérant parfois aussi de nuit, et sous le couvert des arbres, ils se rendent plus difficile à repérer. Le mercure et les carburants, ainsi que les armes, la drogue et l'alcool, font également l'objet d'un commerce caché, qui s'accompagne localement de prostitution et violences.
La recherche et la vente clandestines de ce métal génèrent aussi de graves conflits sociaux, médiatisés notamment par le film du documentariste Philippe Lafaix La Loi de la jungle, plusieurs fois primé. Ce film explique comment des milliers de clandestins travaillent en Guyane dans des conditions très difficiles, sans aucune couverture sociale ni sanitaire, souvent soumis à la violence (pots-de-vin, travail forcé, vols, torture, agressions, meurtres…).
Le Parc national du sud de la Guyane (ou Parc national amazonien de Guyane) lui-même n'a pas échappé à l'orpaillage illégal. L'Office national des forêts a estimé fin 2005 qu'en Guyane 1 333 kilomètres de cours d'eau étaient directement impactés par les chantiers miniers, principalement illégaux, et 4 671 km de fleuves et rivières touchés par les pollutions, en aval de ces chantiers. De plus, selon l'ONF de 2000 à 2005, les déboisements des orpailleurs sont passés de 4 000 à près de 11 500 hectares.
Confrontés à de véritables opérations militaires, les orpailleurs clandestins n'hésitent plus à tirer sur les Amérindiens du Haut-Maroni. Deux gendarmes ont été tués par des bandits lors d'une intervention Harpie durant l'été 2012. Trois militaires français sont tués au cours d'une opération contre un campament d'orpailleurs illégaux en juillet 2019. Des orpailleurs illégaux, garimpeiros, organisent un raid contre une base du 9e régiment d'infanterie de marine afin de récupérer le matériel saisi en février en 2022.
Chaque année entre huit et dix tonnes d'or sont illégalement arrachées à la Guyane.
En août 2023, 143 sites d'orpaillage clandestins sont recensés en Guyane.

Encore minoritaires en nombre de personnes présentes sur les chantiers (environ 500 employés en 2012, selon la Fédération des orpailleurs miniers de Guyane (FEDOMG), alors que de très nombreux sites d'orpaillage illégaux semblent persister.
Les opérateurs légaux ont cherché à s'organiser, assistés pour cela par la chambre de commerce et d'industrie de Guyane, via un Pôle Technique Minier de la Guyane.
Ce pôle (créé en avril 2010 pour accompagner la filière pour une durée de trois ans) a notamment assuré le « portage administratif et l'animation » d'une grappe de la filière minière, qui s'est dénommée ORkidé de Guyane (ORkidé évoquant « OR qui développe », « OR qui démarre »). Cette grappe a été retenue le 21 janvier 2011 par le second appel à projet pour les grappes d’entreprises lancé par la DATAR (sous l'autorité de Bruno Le Maire) comme l'un des 5 projets localisés en outre-mer ; elle rassemble 48 membres (33 TPE, 12 PME, le BRGM, et l'UAG ainsi que la CRCI de Guyane) et vise à développer la « formation, d’optimisation des techniques d’exploitation et de récupération de l’or, de réhabilitation de sites, de valorisation des archives de la mine, d’échanges de technologies, de transfert de compétences pour toute la filière minière ».
Entre les années 1990 et 2016, l'exploitation aurifère légale en Guyane produit entre 1 et 1,5 tonne d’or chaque année, soit 10 fois moins que l'estimation de l'exploitation illégale.

## Conséquences environnementales

### Mercure
L'utilisation du mercure est en principe interdite depuis le 1er janvier 2006, au profit de l'« extraction mécanique » qui est seule autorisée pour des opérations d'orpaillage; basée sur des systèmes de récupérations gravimétriques (sluice, trommel, concentrateur, jig, table à secousse, table à vagues, batée).
Avant 2006, le mercure était utilisé pour amalgamer l'or (l'or particulaire se dissout et s’amalgame dans le mercure, métal liquide et volatil). En chauffant l'amalgame, le mercure s'évapore en laissant l'or pur. Un simple alambic permettrait de récupérer une grande partie du mercure par condensation, pour le réutiliser, mais sur de nombreux sites, en particulier dans le cas de l'orpaillage illégal, l'opération se fait généralement au chalumeau et à l'air libre. Les vapeurs de mercure sont alors inhalées par l'homme et surtout libérées dans l'environnement proche.
Le sol guyanais est en outre naturellement géologiquement riche en mercure (huit fois plus en moyenne qu'en France métropolitaine).
Le mercure libéré par le traitement du sol aux lances à eau, très volatil en climat équatorial et tropical, est également source de pollution de l'air, des brumes, des pluies et de l'eau et des sédiments. Ce mercure « naturel », libéré par l’homme, s'ajoute aux importantes quantités évaporées par les orpailleurs. Jusqu'à 80 % du mercure inspiré passe dans les poumons et le sang, intoxicant les orpailleurs eux-mêmes.
Les lances monitor et le creusement du lit mineur et majeur causent une forte turbidité de l’eau, surtout dans les exploitations illégales et une re-sédimentation qui favorise la production par les bactéries de méthylmercure, beaucoup plus toxique encore que le mercure pur. Ce méthylmercure est de plus très bioassimilable, et il se concentre dans les muscles et non préférentiellement dans le foie ou les reins comme le mercure pur.

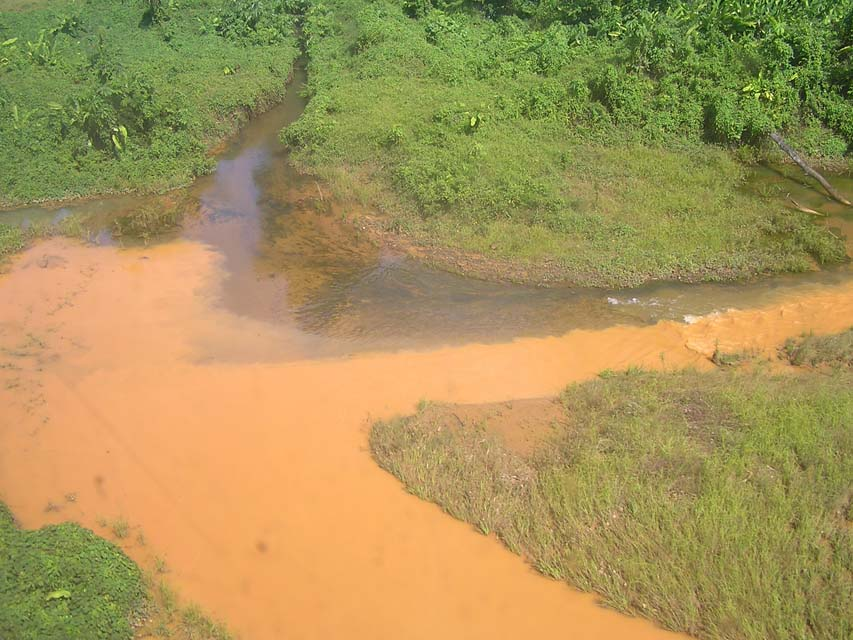
Pollution d'une crique par l'orpaillage en Guyane

Les eaux rendues turbides ou fortement boueuses par les rejets et indirectement par l’érosion induite par la destruction du couvert végétal peuvent sédimenter devant les embâcles naturels, en bordure de criques ou dans le barrage de Petit-Saut ; ce milieu constitue alors des « réacteurs chimiques et biochimiques » favorisant la réduction d'une faible partie du HgII en Hg0 volatil (processus photochimiques, chimiques et bactériens) et surtout à la production de méthylmercure MeHg dans la couche anoxique de la colonne d'eau (absence quasi totale d'oxygène au-delà de 5 m de profondeur et jusqu'à 35 m dans le barrage). Dans ces zones, les bactéries sulfato-réductrices méthylent le mercure et le rendent plus toxique et très biodisponible. Ainsi, le CNRS a montré qu’en profondeur, et en aval du barrage, le mercure est présent sous sa forme méthylée la plus dangereuse à des taux d’environ 25 % du mercure total (0,3 à 0,5 ng/L), soit 25 fois plus qu’en amont de la retenue où le MeHg dépasse rarement 1 % du mercure total. Ce mercure est emporté par le Sinnamary jusqu’à l’océan Atlantique.
Les populations amérindiennes semblent être les plus touchées par les séquelles de l'orpaillage (en particulier les Wayanas). Du mercure est présent dans les sédiments du barrage de Petit-Saut sur la commune de Sinnamary, près de Kourou, où il peut se méthyler et favoriser l'intoxication mercurielle de la faune et de la population. Ce mercure pourrait à terme avoir des effets jusque dans l'estuaire du Sinnamary et au-delà. Plusieurs études de l'InVS ont montré que le taux de mercure ne cesse de croître chez les Amérindiens vivant près des fleuves et consommant du poisson, et que ces taux dépassent souvent le seuil de risque pour la santé. En août 2023, on recense 1 500 kilomètres de cours d'eau pollués au mercure.

### Cyanure
Le procédé au cyanure (aussi dit « procédé par cyanuration ») est devenu le plus utilisé au monde. Il repose sur le fait que le cyanure peut se complexer et rendre soluble l'or, permettant une lixiviation de ce dernier, mais en laissant de volumineuses quantités de déchets très toxiques et écotoxiques (« boues très alcalines, riches en ions cyanures, en complexes de cyanures métalliques stables et en produits de transformation des cyanures. »), qui doivent être stockées en bassins derrière des digues solides, ce qui est particulièrement difficile en Guyane. Ce procédé chimique de lixiviation a été envisagé dans les mines de Camp Caïman et de Cambior puis abandonné. 
L'avis défavorable du commissaire-enquêteur (CE) sur le dossier ICPE du projet Cambior en Guyane a été essentiellement motivé par « certaines zones d’ombre » non éclaircies par le pétitionnaire, notamment concernant les risques liés aux cyanures, et le BRGM recommande des précautions particulières en raison des « caractéristiques géographiques, écologiques et climatiques particulières » de la Guyane. Il n'a été utilisé qu'une seule fois en Guyane (dans les années 1990) à la mine d'or de Changement. Grâce à la méthode dite de "cyanuration en tas", un taux de récupération moyen de 85 % fut obtenu. Dans ce cas on peut alors considérer le gisement comme quasiment stérilisé et éviter « l'exploitation de "repasse" ».
Le cyanure est un poison. Il est toxique à très faible dose à la fois pour les cellules animales et végétales, en bloquant le processus de respiration. Il attaque la thyroïde et est goitrogène (Goitre thyroïdien). Il est très soluble dans l'eau mais est cependant rapidement détruit par les U.V. solaires. Or, l'eau de nombreuses rivières de Guyane est utilisée par les Amérindiens et autres habitants des forêts comme « eau potable », et pour la toilette, le lavage et la cuisson des aliments. La Guyane faisant partie de la France, elle est donc théoriquement soumise aux normes européennes, la dose maximale de cyanure admise dans l'eau potable étant de 0,05 mg/L (cette dose suffit à tuer une truite en cinq jours, et 1 mg/L la tue en quelques heures). Le cyanure est également écotoxique, tuant par exemple les algues dès 0,03 mg/l et les invertébrés dès 0,08 mg/L. En zone tropicale humide et notamment en Guyane où la biodiversité est parmi les plus élevées au monde, de vastes bassins d'effluents cyanurés risqueraient d'attirer de nombreuses espèces (oiseaux, amphibiens, insectes) qui y mourraient directement ou mourront dans la jungle après en être reparties. 
Remarque : Le manioc (et plus encore l'écorce de la racine) est le seul aliment qui contient naturellement du cyanure à des doses toxiques pour l'Homme (s'il n'est pas préparé en étant râpé et lavé ou séché). Les Amérindiens utilisaient cette propriété pour pêcher dans les rivières en dispersant du manioc pour intoxiquer le poisson.
Plusieurs Directives européennes portent sur la gestion des activités minières et en particulier des déchets miniers, des déchets toxiques et des émissions d'installations industrielles utilisant du cyanure. À la satisfaction d'Euromines (association européenne des industries minières, des minerais métalliques et des minéraux industriels), le droit européen de l'environnement n'a pas encore concrétisé la résolution du parlement européen d'interdire le cyanure dans l'extraction minière, mais la Commission européenne impose aux industriels d'utiliser les « Meilleures techniques disponibles » (MTD) et non les moins coûteuses ou les plus faciles à mettre en œuvre à court terme dont la destruction du cyanure avant rejet dans les parcs à résidus. Des représentants des sociétés minières, des producteurs et des transporteurs de cyanure ont eux-mêmes en 2011 avec l'Institut de l'or rédigé et publié « un code international de gestion du cyanure » (code d'adhésion volontaire qui engage les utilisateurs à moins en consommer et à optimiser le recyclage et sa destruction avant stockage dans les parcs à résidus, mais qui ne « n’aborde pas les activités de sécurité et de protection de l’environnement qui peuvent être réalisées sur le site d’une mine d’extraction d’or comme par exemple la conception et la construction de bassins de résidus ou la fermeture définitive et la réhabilitation des terrains miniers ». Selon la commission européenne « La technologie moderne n’utilise le cyanure qu’en cycle fermé et le procédé de lixiviation est automatiquement contrôlé par ordinateur. La législation de l’UE qui régule l’utilisation du cyanure dans l’industrie minière a créé un cadre qui assure que son utilisation dans le traitement des minéraux est sans danger et que les risques pour la santé des individus et pour l’environnement sont contrôlés. Toute décharge contenant du cyanure est traitée dans une unité de destruction de cyanure qui est la meilleure technique disponible (MTD) ».
Une étude du BRGM a porté sur les bonnes pratiques industrielles à l'égard de la cyanuration et sur leurs conditions d'applicabilité ainsi que sur les points particuliers de vigilance à avoir dans le contexte guyanais, où l'utilisation du cyanure ne serait techniquement envisageable que pour les exploitations primaires industrielles.
Le BRGM signale aussi l'arrivée de techniques d'épaississement des boues qui permettront peut-être de diminuer les difficultés du stockage en zone tropicale pluvieuse, mais il alerte également sur le fait qu'en raison de teneurs naturelles inhabituellement élevées du sol guyanais en mercure la cyanuration de l'or va aussi « augmenter la concentration du mercure dans les jus cyanurés. Ce mercure est susceptible d’être ensuite libéré dans l’atmosphère aux différentes étapes du procédé : des mesures de prévention d’émissions et de récupération du mercure devront être mises en place » en fonction des taux de mercure du sol utilisé comme minerai.

### Déforestation

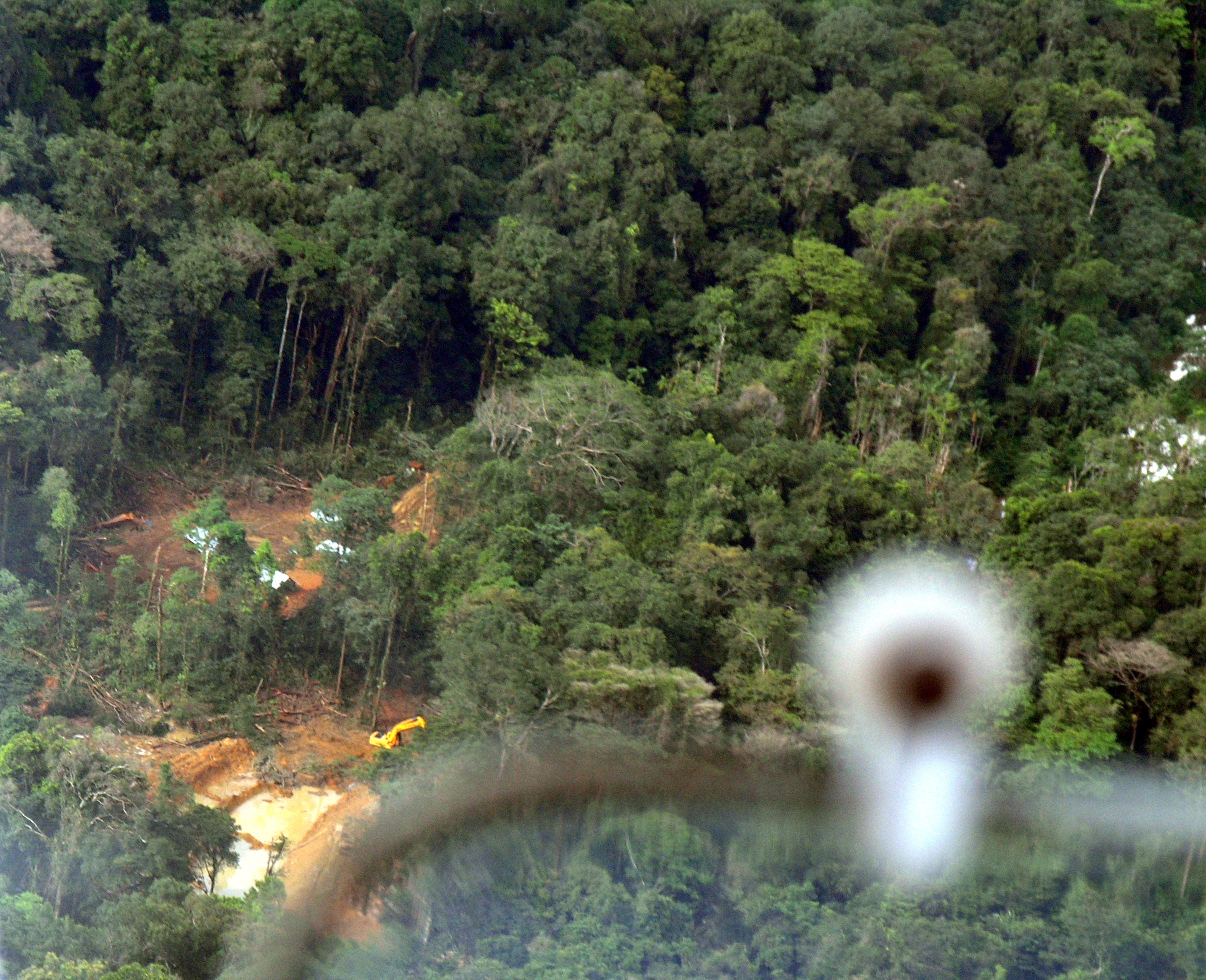
Camp d'orpaillage (illégal ?) dans le secteur de la crique Ipoussing

Une autre conséquence de l'exploitation de l'or alluvionnaire est la déforestation qui résulte du remaniement des sols. Ces exploitations étant souvent situées dans les lits mineurs ou majeurs des cours d’eau, qui sont aussi des corridors biologiques naturels, elles contribuent à la fragmentation écologique des écosystèmes. Les sols tropicaux sont toujours fragiles. Sur les sites orpaillés illégalement ils sont totalement détruits : la couche fertile superficielle contenant la matière organique est décapée, et lessivée vers les fleuves ou recouverte de « stériles » (déchets miniers).
La loi impose aux sociétés minières une remise en état du site après l'exploitation. Les aides à la re-végétalisation ont donné depuis les années 2000 des résultats encourageants[réf. nécessaire].

### Dégâts écologiques collatéraux
L'exploitation aurifère a de nombreux impacts indirects.
- Dérangement de la faune ;
- Perturbation du cycle de l'eau et destruction des écosystèmes aquatiques ;
- Création de pistes ;
- Vols d'hélicoptères et/ou avions (bruit, besoin de pistes, risques liés aux carburants, à l'entretien, aux accidents, etc.) ;
- Rejets de déchets divers ;
- Pollution par le plomb, source de saturnisme : Pour des raisons pratiques, les clandestins dispersés dans la jungle consomment beaucoup de viande de brousse chassée au moyen de balles ou grenaille de plomb, souvent par des chasseurs professionnels peu préoccupés par la toxicité des munitions qu'ils utilisent ou par le fait que certaines espèces soient rares, menacées ou protégées par la loi. Cette chasse peut se faire au détriment des ressources des Amérindiens, lorsque ceux-ci sont encore présents sur les sites ou à proximité. En France métropolitaine, le plomb est au moins interdit dans les zones humides ;
- Abandon de déchets et matériaux par les clandestins.

## Dégâts sociaux et sanitaires
Selon le Colonel Danede, commandant de la gendarmerie de la Guyane en 2005 : l'orpaillage illégal suscite « de nombreux trafics d'armes ou de stupéfiants. La contrebande de carburants, de médicaments, ou de marchandises diverses est le moyen d'approvisionner les sites où survivent de nombreux immigrés clandestins venus des pays limitrophes ; l'insécurité y règne : vols à main armée, viols, meurtres ; le travail illégal et la prostitution s'y développent ».
Les chercheurs d'or, illégaux notamment, ont un moindre accès aux soins. Eux-mêmes, et ceux qui les fréquentent, sont régulièrement confrontés à des urgences médicales sur des sites isolés, ainsi qu'à des épidémies (paludisme,, béri-béri, grippe, shigellose, sida et autres maladies sexuellement transmissibles, voire lèpre…).
Depuis les années 1990, une pollution généralisée par le mercure affecte des milliers de km de cours d'eau, et secondairement la santé des populations amérindiennes très consommatrices de poisson (qui bioaccumulent ce poison),.

## Projets

### Projet Cambior
Dans un contexte de projet de parc national, un grand projet de mine à ciel ouvert, avec bassin de produits cyanurés, déposé par la société Cambior a suscité beaucoup de réactions négatives, de la part d'ONG, d'associations locales et d'élus locaux (vote négatif) à l'unanimité du Conseil Régional le 21 juillet 2006, et motion du CESR (Conseil économique et social régional) de Guyane (1er septembre 2006), avec également un avis défavorable du Comité syndical du Parc naturel régional de Guyane (5 mai 2006). Des raisons techniques ont également suscité un avis négatif du commissaire enquêteur lors de l'enquête publique. L’administration a tardivement reconnu l'« éventualité de l’illégalité de l’acte de vente » du terrain (acte signé le 5 août 2005), qui omettait la clause de restitution gracieuse à l’État en fin d’exploitation, pour un prix de vente de 200 €/hectare, n'ayant pas tenu compte de la valeur de l'or présent, et ne correspondant par ailleurs qu'au prix de sept ans de location… alors que l’article 38 du code minier rappelle qu’une concession minière crée un droit immobilier diffèrent de celui du sol. À la suite d'une décision de N. Sarkozy, le projet est pour le moment rejeté (mai 2008).

### Projet Auplata et Auplata-Nordgold
Cette entreprise légale (créée en 2004, entrée en bourse en visant des « capacités de production à « taille humaine » et des techniques d'extraction responsables » et disposant de « plus de 300 km² de permis et titres miniers ») a annoncé vouloir multiplier ses mines (à ciel ouvert) ainsi que sa production (en utilisant dans un premier temps la flottation puis l'usage du cyanure (2011, 2012) pour monter à un taux de 90 % de récupération, pour notamment exploiter ses sites de Yaou, Dorlin et Dieu-Merci (où se situe l'usine du groupe, près de Saint-Élie) en pleine forêt amazonienne guyanaise mais l'entreprise pourrait s'étendre dans d'autres pays). L'entreprise a annoncé avoir obtenu de la commune une autorisation pour utiliser le procédé de cyanuration et envisager une unité pilote à pilote à Remire-Montjoly avant « mise en œuvre d’unités industrielles de plus grande capacité directement sur les sites miniers ». C'est pour Jean-François Fourt (Président d’Auplata) le moyen de « renforcer l’attractivité de la Guyane française auprès des grands acteurs miniers internationaux » ; l'entreprise s'est d'ailleurs associée en 2013 à Columbus Gold et Nordgold dans un projet Auplata-NordGold.

### Projet Montagne d'or
Une demande de permis d’exploitation pour le projet Montagne d'or est attendue pour 2017. En mars 2017, ce projet fait l'objet d'une contestation importante par certaines organisations amérindiennes et un collectif de 25 associations locales. Il est finalement repoussé.

## Conséquences judiciaires
En janvier 2024, six associations et des habitants du haut Maroni déposent un recours en carence fautive contre l'État, devant le tribunal administratif de Guyane. Il s'agit pour ces derniers de faire reconnaître la nécessité d'une action significative et urgente de l'État, alors que les autochtones Wayanas en particulier sont victimes de la conjonction des conséquences de l'orpaillage illégal : grave pollution des eaux au mercure, insécurité, délinquance, drogue, alcool, prostitution. Les requérants demandent une expertise pour établir l’étendue du préjudice écologique sur le haut Maroni et envisager des mesures de remise en l’état ou compensatoires.
Il s'agit de la première fois en France où un recours demande au juge de reconnaître les droits d'un fleuve, qui pourrait compléter et approfondir la jurisprudence née du naufrage de l'Erika, en 1997, causant une marée noire sur les côtes bretonnes.

## Perspectives
Le président Nicolas Sarkozy a annoncé devant la Chambre de commerce et d'industrie de Cayenne, pour 2008, un « schéma départemental d'orientation minière et d'aménagement » qui doit « définir le cadre d'une exploitation de l'or respectueuse des richesses de la biodiversité » et « des zones ouvertes à l'exploitation minière […] et des zones interdites à l'exploitation minière », pour « construire une filière exemplaire en Guyane ».
Le gouvernement devant augmenter la redevance minière pour l'indexer « sur la valeur de l'or des marchés mondiaux ». « Une partie du produit de cette redevance devra d'ailleurs être réservée au financement d'un conservatoire écologique de la Guyane », a ajouté le président.
Le président a aussi promis le déploiement de 1 000 hommes, dont du GIGN, dès la semaine du 17 février 2008, pour une « opération exceptionnelle de sécurisation du territoire ». Une modification du Code minier, du Code des douanes et du Code de procédure pénale devraient accompagner ce dispositif pour renforcer la lutte contre l'orpaillage clandestins (3 000 orpailleurs clandestins selon les statistiques officielles, 8 000 selon les ONG [réf. nécessaire]). [réf. souhaitée] Il s'agit aussi de protéger l'environnement et la santé des Amérindiens. Plus de 70 % [réf. nécessaire] des enfants amérindiens wayana du Haut-Maroni sont déjà victimes d'une contamination mercurielle très supérieures aux normes de l'OMS. En un seul vol de reconnaissance, le 10 février 2008, avec la députée Christiane Taubira, le WWF (World Wildlife Funds) a estimé à 500 le nombre de chantiers d'orpaillage [réf. nécessaire], et, côté surinamien, la situation est pire encore. Les camps sont mieux cachés sous les arbres et les chantiers plus éparpillés selon le WWF.
Depuis 2010, on observe une augmentation de l'exploitation clandestine d'or primaire. D’après le rapport IEDOM 2011, « un nombre plus important de puits (exploitant l’or primaire) ont été découverts : 172 en 2011 contre 67 en 2010 ». Les exploitations clandestines dans le primaire ne nécessitent pas d'ouverture de grands bassins car ils creusent des galeries. Ils travaillent donc sous la canopée et sont difficilement détectables par reconnaissance aérienne.

## Firmes d'orpaillage

### Petites entreprises
- CBJ-France[50]
- Sands Ressources[51]

### Grosses compagnies
- Iamgold
- Euro Ressources (ex Guyanor)